# Dendrophryniscus proboscideus
Dendrophryniscus proboscideus (Boulenger, 1882), è un anuro appartenente alla famiglia dei bufonidi. È diffuso nella regione sud-orientale del Brasile, ovvero nello Stato federato della Bahia e della Minas Gerais e nella Foresta atlantica.

## Tassonomia
La nomenclatura scientifica di questa anuro è stata oggetto di dibattito, e, per l'appunto, si sono susseguiti diversi nomi: Phryniscus proboscideus, Atelopus proboscideus, Rhamphophryne proboscidea e Rhinella boulengeri. Ciò fu dovuto all'indecisione dei ricercatori sulla classificazione di D. proboscideus. Quando, nel 2007, Chaparro et al. la immisero nel genere Rhinella si venne a creare un'omonimia con Rhinella proboscidea. Tale problema fu temporaneamente risolto indicando D. proboscideus come "Rhinella boulengeri". Un'analisi del 2012 ha stabilito la pertinenza della classificazione della specie de quo nel genere Dendrophryniscus, risolvendo l'omonimia della classificazione precedente.

## Descrizione
D. proboscideus è endemica in zone montuose (500-800 m s.l.m.), predilige habitat ricco di fogliame ed è attiva principalmente di giorno. Risulta essere tra le specie più grandi di stazza del genere Dendrophryniscus. Dato che non vi sono stati avvistamenti di copula tra i membri di questa specie, si suppone che si riproducano all'interno dei corsi d'acqua.